# Luka Ribeiro
Luís Carlos Ribeiro de Noronha, conocido como Luka Ribeiro (Río de Janeiro, 14 de abril de 1971) es un actor brasileño.

## Biografía
Luka Ribeiro nació en 14 de abril de 1971 en Río de Janeiro, como Luís Carlos Ribeiro de Noronha.
En 2015 participó del Reality A Fazenda 8, que quedó en 3º lugar.

## Filmografía

### Televisión
- Reyes (2023) - Azíre, Rey de Síria
- Salve-se Quem Puder (2020) - Director Jorge
- A Divisão (2019) - Lopes
- Jesús (2018) - Shabaka
- El Rico y Lázaro (2017) - Participación especial
- Sol Nascente (2016) - Fábio
- Totalmente Demasiado (2016) - Meleka
- Romance Policial: Espinosa (2015) - Marquinho
- A Fazenda 8 (2015) - Elle mismo (cómo participante)
- Chiquititas (2013) - Feitor Bené
- As Brasileiras (2012)
- Llenas de Encanto  (2012) - Jiló
- Fuerza-Tarea (2010)
- Llamas de la Vida (2009) -  Rodrigão
- Ciranda de Piedra (2008) - Quintela
- Guerra y Paz (2008)
- Avassaladoras (2006) - Ulises
- Prueba de amor (2005) - Monstro
- Mandrake (2005) - Miembro Yag 2
- Pequeña Traviesa (2002) - Emerson
- Mi Bien Querer (1998) - Edivaldo (Zulu)
- Chiquititas (1997) - Décio
- Perejil y Merengue (1996) - Marcão

### Cine
- El Hombre del Futuro (2011) - Seguridad del Aeropuerto
- Adiós, Padre (1996) - Turista americano